# 張廣揚
張廣揚，廣東羅定州榃感（今屬羅定市羅平鎮）人，原隸籍德慶州，明初進士。
張廣揚為國子監生，洪武十七年（1384年）中式甲子科舉人，洪武二十四年（1391年）登辛未科許觀榜三甲進士。官至中軍都督府經歷。
榃感張氏在明初曾有張廣揚、張昌（永樂）、張瀾（成化）三位進士，至今當地黄牛木尚有“三進士墓”。原有老祠堂已經拆除，現存三進士祠（賢良書院），爲民國間建築。